# Plecia ecuadorensis
Plecia ecuadorensis är en tvåvingeart som beskrevs av Hardy 1942. Plecia ecuadorensis ingår i släktet Plecia och familjen hårmyggor. Inga underarter finns listade i Catalogue of Life.